# Keleti-Rennell-korallzátony
A Keleti-Rennell-korallzátony a Salamon-szigetekhez tartozó legdélibb sziget, a Rennell-sziget délkeleti harmadát elfoglaló korallképződmény, amely 1998-tól a UNESCO természeti világörökségi helyszíne. A 86 kilométer hosszú és 15 kilométer széles, megközelítőleg 37 ezer hektáros képződmény Földünk legnagyobb atollja. A sziget közepén az atoll korábbi lagúnája, a számos endémikus fajnak otthont adó, 15,5 ezer hektáros brakkvizű Te Nggano (más néven Tegano)-tó található. A szárazföldi részt sűrű, a 20 méteres lombkorona-magasságot is elérő fák alkotta esőerdő borítja. A térségben gyakori ciklonok erőteljes klimatikus hatást gyakorolnak a sziget élővilágára, ezzel valóságos kutatólaboratóriumként ismerik természettudományos körökben. Emellett a Keleti-Rennell-korallzátony fontos közbeeső helyszíne a Csendes-óceán nyugati térségében lezajló fajvándorlásnak és evolúciónak.
Az UNESCO Világörökség Bizottsága 2013 júniusában veszélyeztetett helyszínnek nyilvánította a korallzátonyt.

## Külső hivatkozások
- Keleti-Rennell-korallzátony az UNESCO világörökség honlapján (angolul)